# Pisachoides mactata
Pisachoides mactata är en insektsart som först beskrevs av Walker 1858.  Pisachoides mactata ingår i släktet Pisachoides och familjen dvärgstritar. Inga underarter finns listade i Catalogue of Life.